# 溫蒂萊亞斯卡鄉
45°36′N 26°44′E / 45.600°N 26.733°E
溫蒂萊亞斯卡鄉（羅馬尼亞語：Comuna Vintileasca, Vrancea），是羅馬尼亞的鄉份，位於該國東部，由弗朗恰縣負責管轄，面積63平方公里，海拔高度786米，2002年人口2,112，人口密度每平方公里34人。